# Primat de Saint-Denis
Pour les articles homonymes, voir Primat.
Primat de Saint-Denis est un moine bénédictin français, membre de la communauté de l'abbaye de Saint-Denis. Auteur et historien, il fut commandité par le pouvoir royal pour être le compilateur de deux histoires de France, en latin et en ancien français. Sa chronique latine, couvrant les années 1248 à 1277, ne subsiste aujourd'hui qu'au travers d'une traduction en vieux français et de certains extraits incorporés dans les œuvres d'autres auteurs. Cette œuvre contient un récit détaillé du règne de Louis IX, ce qui en fait l'une des sources contemporaines les plus importantes de cette époque.
Sa chronique en ancien français, le Roman des rois, couvre toute l'histoire de France jusqu'en 1223. Elle fut achevée vers 1274 pour le roi Philippe III et sa copie de présentation a pu être conservée. Il s'agit de la première version de ce qui deviendra les Grandes Chroniques de France, premier ouvrage officiel à raconter l'histoire de France.
Longtemps considéré comme un simple scribe ou traducteur, la découverte au XXe siècle de son écriture d'une chronique en latin médiéval a contribué à réévaluer son rôle dans la création des Grandes Chroniques de France. L'influence de ces œuvres fait de lui l'un des auteurs les plus importants de la France du XIIIe siècle.

## Biographie
Peu de choses sont connues de la vie de Primat de Saint-Denis. Au vu de la rareté de son nom, le traducteur français est probablement la même personne que Robert Primat, un témoin d'une charte de Saint-Denis en 1270. Une épouse de Primat, très certainement traductrice, reçoit de l'abbaye une pension annuelle de 50 sous entre 1284 et 1297. Ce constat suggère que Primat s'est séparé de sa femme pour devenir moine. Le fait que sa chronique en latin semble se terminer brusquement en 1277, au milieu du règne de Philippe III, suggère que Primat est mort à ce moment-là ou peu après.
Vers 1250, le roi Louis IX lui commande de rédiger cet ouvrage. Primat s'appuie dans ce travail sur un manuscrit latin de l'abbaye de Saint-Germain-des-Prés antérieur de plusieurs dizaines d'années, ainsi que sur d'autres textes latins. Il achève son ouvrage en 1274 (celui-ci est ensuite repris et enrichi par ses continuateurs).
L'originalité du travail de Primat se trouve dans la correction qu'il apporte au style du document. À cette période, le français est une langue relativement nouvelle, et Primat, tout en traduisant le texte, rend le récit moins dépendant de la forme et des effets littéraires introduits par les rédacteurs des textes en latin.

## Œuvre

### Chronique en latin médiéval
L'histoire rédigée par Primat ne subsiste que partiellement dans une traduction en vieux français de Jean de Vignay. L'original latin est perdu. La traduction de Jean a été réalisée pour la reine Jeanne de Bourgogne vers 1335. Elle n'existe plus que dans un seul manuscrit, aujourd'hui conservé à Londres, à la British Library (Bibl. Reg. 19 D.i.),. Il semble que la chronique de Primat ne couvre que les années 1248-1277 et qu'elle soit une continuation de la chronique de Gilon de Reims. Elle s'inscrit donc dans une série d'histoires commanditées produites à Saint-Denis.

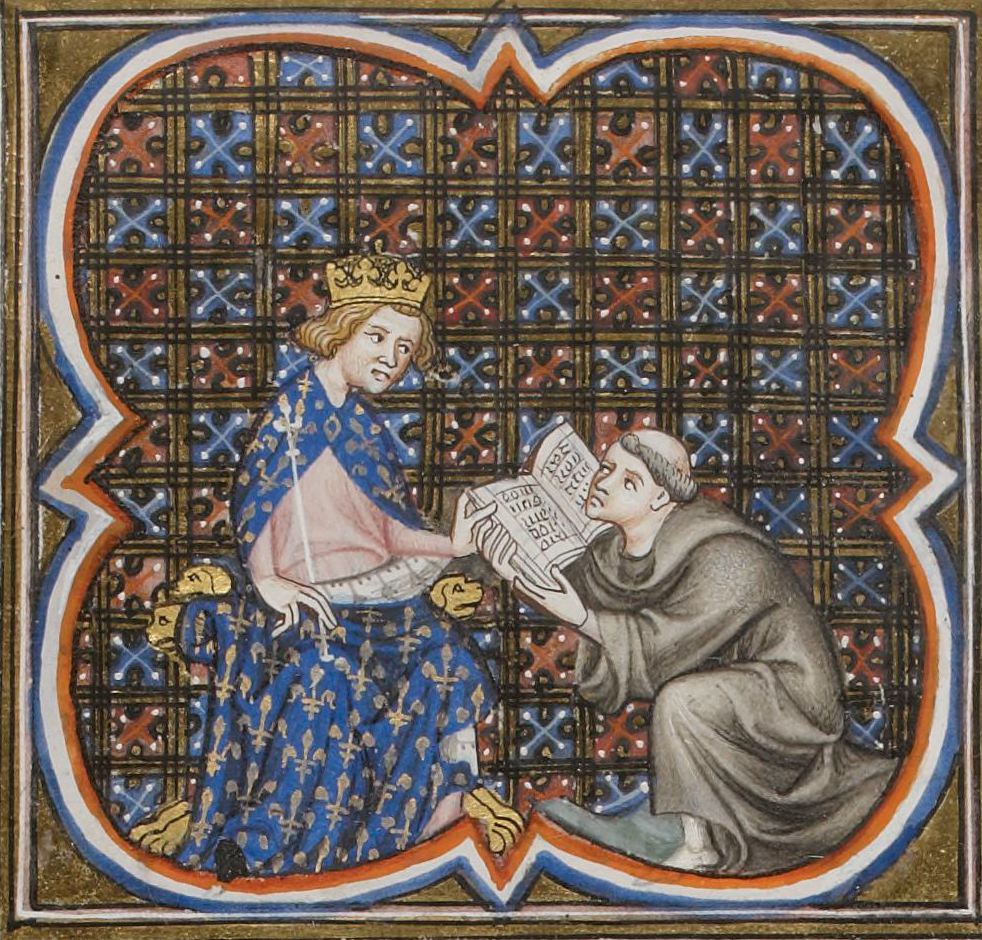
Une miniature présentant Primat de Saint-Denis offrant son Roman des rois au roi Philippe III (roi de France). Grandes Chroniques de France, BnF, MS fr. 2813, folio 260v (c. 1375-1380).

Jean a traduit Primat dans un addendum à sa traduction du Speculum historiale de Vincent de Beauvais de 1250 à 1277, mais il n'apparaît à côté du Speculum dans aucun autre manuscrit. La chronique anonyme de Baudoin d'Avesnes utilise également Primat comme source de cette manière. Guillaume de Nangis, dans sa Vita Ludovici IX, emprunte directement à Primat sans le citer, apparemment parce qu'il considérait son travail comme une simple extension de celui de Gilon. Bien que Jean de Vignay affirme que la chronique de Primat s'étendait jusqu'en 1285, il apparaît, par comparaison avec Baudouin d'Avesnes et Guillaume de Nangis, que l'œuvre de Primat se terminait en 1277 et que ce que Jean avait sous les yeux était une copie de Primat avec une courte continuation jusqu'en 1285. On pensait autrefois que la première partie de la chronique de Primat, couvrant la première moitié du règne de Louis IX, était perdue, mais il est tout aussi probable que sa chronique commençait là où celle de Gilon se terminait.
Gabrielle Michele Spiegel (en) propose qu'une première rédaction de l'œuvre de Primat, limitée au règne de Louis IX, soit parue l'année de la mort du monarque (1270) ; que la mort de Primat l'ait empêché d'achever l'histoire du règne de Philippe III ; qu'une deuxième rédaction de sa chronique jusqu'en 1277 a été réalisée après sa mort mais avant 1280 ; et qu'une troisième et dernière rédaction jusqu'à la fin du règne de Philippe en 1285 n'a été achevée qu'après 1307 en empruntant du contenu au Chronicon de Guillaume de Nangis. Auguste Molinier suggère quant à lui que la chronique originale s'est terminée avec la disgrâce de Pierre de La Brosse en 1278.

### Chronique en ancien français
La chronique en vieux français de Primat de Saint-Denis, le Roman des rois, a été présentée au roi Philippe III vers 1274, probablement à la demande du père et prédécesseur de Philippe, Louis IX. Un abbé de Saint-Denis, Matthieu de Vendôme, a également joué un rôle important dans sa production et est un personnage plus imposant que le roi dans la miniature de dédicace (en) originale. Elle a été créée en traduisant et en adaptant des extraits de diverses histoires latines conservées dans les archives de Saint-Denis.
Cette chronique repose un recueil d'histoires (compendium) écrites en latin, issu de Saint-Denis, copié vers 1250 et maintenant conservée à Paris (BnF, lat. 5925),. Ce recueil regroupe de nombreuses sources historiques d'époque, parmi lesquelles le Liber historiae Francorum, les Gesta Dagoberti, deux ouvrages de Sigebert de Gembloux, la Chronographia et la Vita Sigeberti III, le De gestis regum Francorum d'Aimoin de Fleury et sa suite, la Vita Karoli Magni et les Annales regni Francorum d'Éginhard ; la Chronique du Pseudo-Turpin ; la Historia regum Francorum d'Hugues de Fleury et sa suite ; les Gesta Normannorum ducum de Guillaume de Jumièges et leur suite ; les vies de Louis VI et Louis VII de Suger ; la vie de Philippe II de Rigord ; et les Gesta Philippi Augusti de Guillaume le Breton.

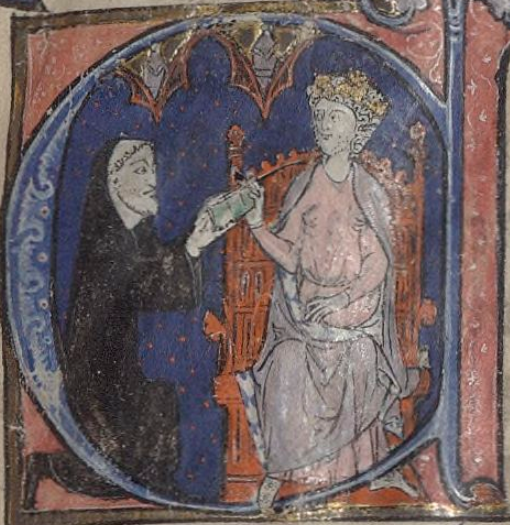
Miniature montrant Primat donnant le Roman des rois à Philippe III (roi de France), copie de l'illustration originelle de la première chronique. Grandes Chroniques de France Bibliothèque Sainte-Geneviève, MS 782, folio 1r (c. 1275-1280).

L'exemplaire original de présentation du Roman des rois est généralement considéré comme étant Paris, Bibliothèque Sainte-Geneviève, MS 782, illustré de trente-quatre miniatures,. Ce manuscrit a certainement appartenu à Charles V, qui y a fait ajouter une continuation. Le texte de Primat est ainsi considéré comme la version la plus ancienne des Grandes Chroniques de France,. Seuls trois exemplaires de son Roman subsistent sans continuations : Londres, British Library, Add. MS 38128 ; Bruxelles, Bibliothèque royale, MS 4 ; et un manuscrit dans une collection privée suisse. Les deux premières ont été réalisées entre 1285 et 1314, tandis que la copie suisse a été réalisée dans les années 1320 ou 1330.
Le Roman des rois est centré autour de la généalogie, dans un but de continuité dynastique et politique en France : il couvre ainsi les dynasties des Mérovingiens, Carolingiens et Capétiens jusqu'à la fin du règne de Philippe II (1223). Elle ne se superpose donc pas à sa chronique latine. Sa fiabilité dépend fortement des sources de Primat. Le Roman se simplifie à partir du début du XIe siècle, lorsque le récit complexe d'Aimoin de Fleury prend fin. Par la suite, il tend à s'appuyer sur une seule source pour sa narration. À partir du règne de Louis VI, il s'appuie sur des récits contemporains. La chronique en langue latine de Primat a servi de source à la première continuation des Grandes Chroniques de France, une grande partie de son texte y apparaissant « mot pour mot » (verbatim).